# Pontmain
Pontmain és un municipi francès situat al departament de Mayenne i a la regió de País del Loira. L'any 2007 tenia 875 habitants.

## Demografia

### Població
El 2007 la població de fet de Pontmain era de 875 persones. Hi havia 332 famílies de les quals 104 eren unipersonals (44 homes vivint sols i 60 dones vivint soles), 148 parelles sense fills i 80 parelles amb fills.
La població ha evolucionat segons el següent gràfic:
Habitants censats

### Habitatges
El 2007 hi havia 392 habitatges, 335 eren l'habitatge principal de la família, 25 eren segones residències i 32 estaven desocupats. 337 eren cases i 55 eren apartaments. Dels 335 habitatges principals, 222 estaven ocupats pels seus propietaris, 107 estaven llogats i ocupats pels llogaters i 6 estaven cedits a títol gratuït; 4 tenien una cambra, 30 en tenien dues, 70 en tenien tres, 97 en tenien quatre i 134 en tenien cinc o més. 278 habitatges disposaven pel capbaix d'una plaça de pàrquing. A 167 habitatges hi havia un automòbil i a 114 n'hi havia dos o més.

### Piràmide de població
La piràmide de població per edats i sexe el 2009 era:
| Homes | Edats   | Dones |
| ----- | ------- | ----- |
| 0     | 95 o +  | 4     |
| 8     | 90 a 94 | 24    |
| 20    | 85 a 89 | 28    |
| 16    | 80 a 84 | 8     |
| 28    | 75 a 79 | 40    |
| 16    | 70 a 74 | 40    |
| 36    | 65 a 69 | 24    |
| 24    | 60 a 64 | 28    |
| 12    | 55 a 59 | 24    |
| 28    | 50 a 54 | 24    |
| 16    | 45 a 49 | 16    |
| 28    | 40 a 44 | 20    |
| 32    | 35 a 39 | 28    |
| 28    | 30 a 34 | 20    |
| 28    | 25 a 29 | 24    |
| 32    | 20 a 24 | 8     |
| 20    | 15 a 19 | 16    |
| 4     | 10 a 14 | 20    |
| 28    | 5 a 9   | 16    |
| 16    | 0 a 4   | 20    |

## Economia
El 2007 la població en edat de treballar era de 459 persones, 322 eren actives i 137 eren inactives. De les 322 persones actives 306 estaven ocupades (190 homes i 116 dones) i 16 estaven aturades (9 homes i 7 dones). De les 137 persones inactives 73 estaven jubilades, 24 estaven estudiant i 40 estaven classificades com a «altres inactius».

### Ingressos
El 2009 a Pontmain hi havia 332 unitats fiscals que integraven 693 persones, la mediana anual d'ingressos fiscals per persona era de 15.204 €.

### Activitats econòmiques
Dels 37 establiments que hi havia el 2007, 1 era d'una empresa extractiva, 3 d'empreses alimentàries, 1 d'una empresa de fabricació d'altres productes industrials, 7 d'empreses de construcció, 8 d'empreses de comerç i reparació d'automòbils, 3 d'empreses de transport, 4 d'empreses d'hostatgeria i restauració, 1 d'una empresa d'informació i comunicació, 3 d'empreses financeres, 1 d'una empresa de serveis, 4 d'entitats de l'administració pública i 1 d'una empresa classificada com a «altres activitats de serveis».
Dels 11 establiments de servei als particulars que hi havia el 2009, 1 era una oficina de correu, 2 oficines bancàries, 1 taller de reparació d'automòbils i de material agrícola, 1 guixaire pintor, 1 fusteria, 2 lampisteries, 1 perruqueria i 2 restaurants.
Dels 5 establiments comercials que hi havia el 2009, 1 era una botiga de menys de 120 m², 1 una fleca, 1 una botiga de material esportiu, 1 un drogueria i 1 una joieria.
L'any 2000 a Pontmain hi havia 22 explotacions agrícoles que ocupaven un total de 240 hectàrees.

## Equipaments sanitaris i escolars
L'únic equipament sanitari que hi havia el 2009 era una farmàcia.
El 2009 hi havia una escola elemental.

## Poblacions més properes
El següent diagrama mostra les poblacions més properes.